# Jean Parker

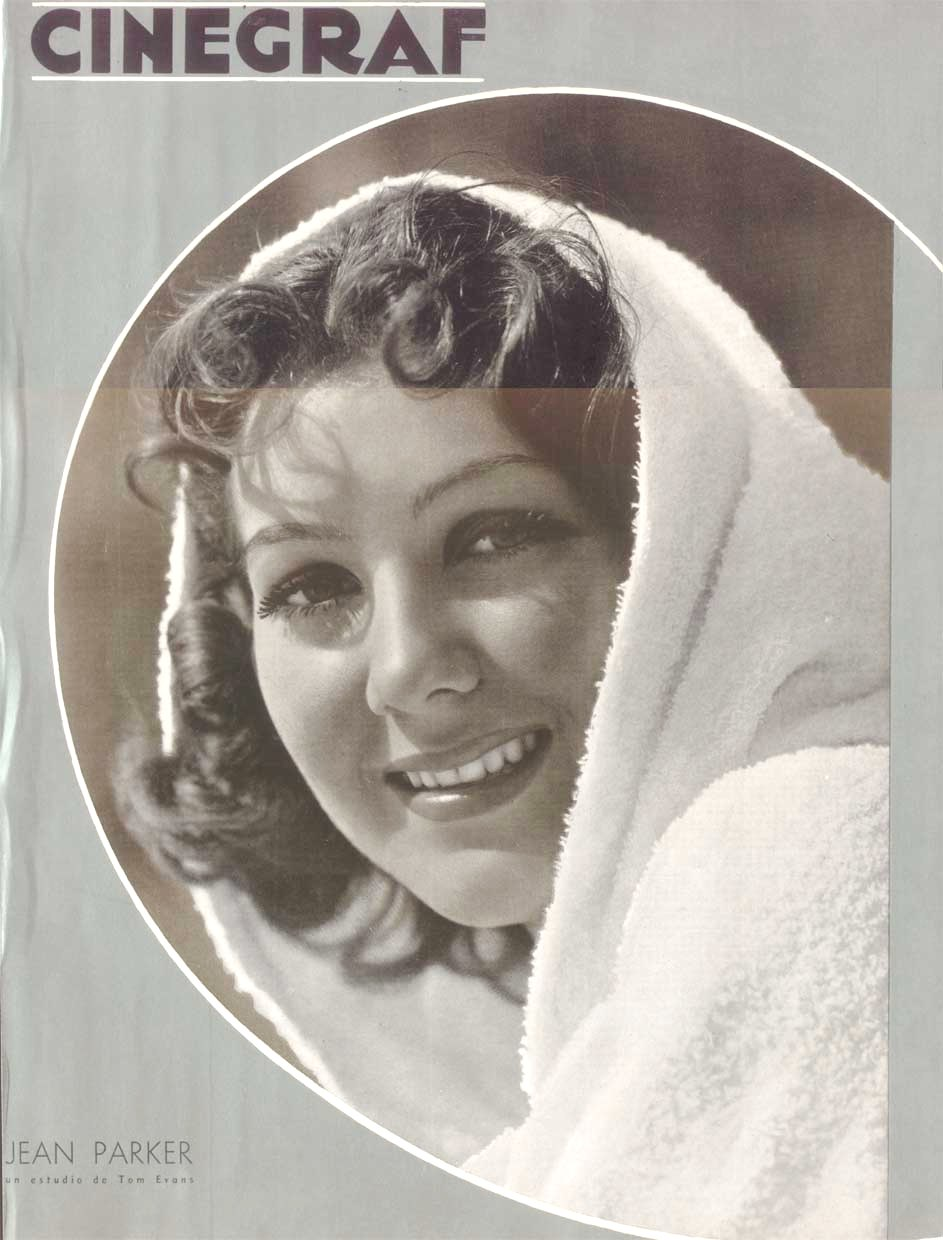
Jean Parker auf einem argentinischen Magazin (1935)

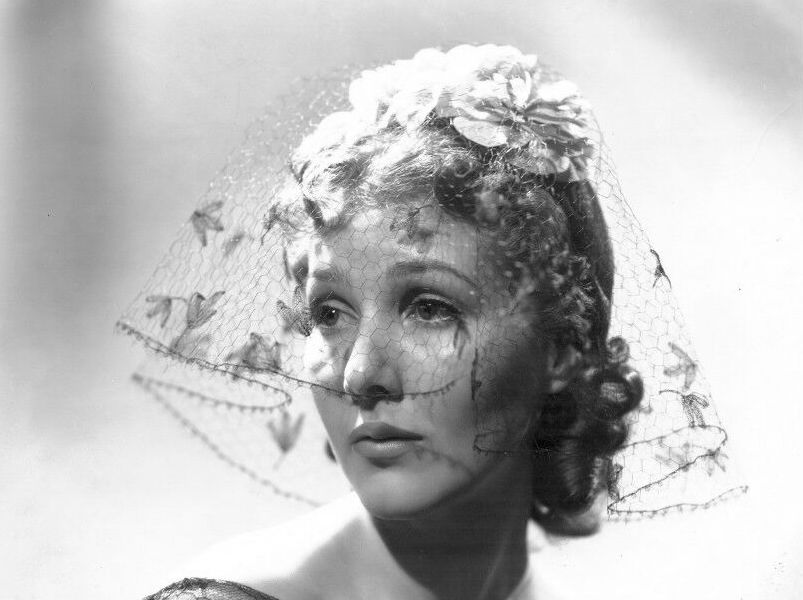
Jean Parker (1933)

Jean Parker (* 11. August 1915 in Deer Lodge, Powell County, Montana als Lois May Green; † 30. November 2005 in Woodland Hills, Kalifornien; eigentlich Mae Green) war eine US-amerikanische Schauspielerin. Zwischen 1932 und 1965 spielte sie in etwa 70 Kinofilmen mit.

## Leben und Karriere
Mae Green wuchs im ländlichen Montana in einer Familie polnisch-amerikanischer Herkunft auf. Aufgrund der desaströsen finanziellen Lage ihrer eigentlichen Familie wuchs sie schließlich bei Pflegeeltern in Kalifornien auf. 1932 gewann die Highschool-Schülerin einen Posterillustrations-Wettbewerb, woraufhin sie in einer Zeitung in Los Angeles abgebildet wurde. Ida Koverman, die persönliche Assistentin von MGM-Chef Louis B. Mayer, sah das Foto und überzeugte ihren Vorgesetzten, mit der Teenagerin Probeaufnahmen zu machen. Diese Verliefen erfolgreich und so erhielt sie einen Vertrag bei MGM und den Künstlernamen Jean Parker. Aufgrund der ungewöhnlichen Umstände ihrer Entdeckung für den Film wurde Parker später auch von MGM als „cinderella girl“ vermarktet.
Parker machte ihr Filmdebüt noch 1932 in Divorce in the Family und hatte dabei gleich eine größere Nebenrolle. In den folgenden Jahren trat sie in einigen bedeutenden Filmen auf, so in Frank Capras sozialkritischer Komödie Lady für einen Tag oder als eine der Schwestern in George Cukors Literaturverfilmung Vier Schwestern neben Katharine Hepburn. Eine Hauptrolle hatte sie 1935 in René Clairs Komödie Ein Gespenst geht nach Amerika neben Robert Donat. Parker bediente in den 1930er-Jahren besonders das Rollenfach der Ingenuen oder des „Mädchens von nebenan“. Dabei hatte sie aber nur selten die Chance auf substanzielle Rollen und kam nie in die erste Riege Hollywoods. Einigen Kritikern gilt der Abenteuerfilm Sequoia – Herrin der Wildnis, in dem sie inmitten der Wildnis lebende junge Frau verkörperte, als ihre beste Leistung.
Nachdem sie 1936 neben Fred MacMurray in dem Western Texas Rangers gespielt hatte, wurde sie im Wesentlichen auf Rollen in B-Movies zurückgedrängt. 1939 spielte sie sowohl neben Oliver Hardy in dessen ohne Stan Laurel gedrehter Komödie Zenobia, der Jahrmarktselefant als auch neben Laurel und Hardy zusammen in In der Fremdenlegion. In letzterem Film verliebt sich Hardys Figur in sie. In den 1940er-Jahren blieb sie im Wesentlichen auf B-Movies beschränkt, von denen eines der bemerkenswerteren der Thriller Bluebeard (1944) von Edgar G. Ulmer war. In den Jahren 1946 und 1947 spielte sie Theater in zwei Produktionen am Broadway. Zuletzt spielte sie vor allem in Western, so in einer Nebenrolle in Henry Kings Der Scharfschütze (1950) neben Gregory Peck oder auch ihrem letzten Film Die Apachen (1965).
Insgesamt umfasst ihr filmisches Schaffen mehr als 70 Filme sowie über ein Dutzend Fernsehserien. Nach ihrem Rückzug aus dem aktiven Schauspielgeschäft unterrichtete sie in den 1970er-Jahren noch Schauspielschüler, lebte aber sonst die letzten Jahrzehnte weitgehend zurückgezogen. Sie lebte ab 1998 im Altersheim Motion Picture & Television Country House und starb dort 90-jährig nach einem Schlaganfall. Jean Parker war viermal verheiratet, unter anderem mit dem Radioansager Douglas Dawson sowie zuletzt von 1951 bis zu seinem Tod 1971 mit dem Schauspieler Robert Lowery. Mit diesem hatte sie einen Sohn namens Robert. Am 8. Februar 1960 wurde ihr ein Stern auf dem Hollywood Walk of Fame verliehen, Höhe 6666 Hollywood Blvd.

## Filmografie (Auswahl)
- 1932: Divorce in the Family
- 1932: Rasputin: Der Dämon Rußlands (Rasputin and the Empress)
- 1933: The Secret of Madame Blanche
- 1933: Zwischen heut und morgen (Gabriel Over the White House)
- 1933: Storm at Daybreak
- 1933: Lady für einen Tag (Lady for a Day)
- 1933: Vier Schwestern (Little Women)
- 1934: Geheimagent 13 (Operator 13)
- 1934: Sequoia – Herrin der Wildnis (Sequoia)
- 1935: Gefahr im Dunkeln (Murder in the Fleet)
- 1935: Ein Gespenst geht nach Amerika (The Ghost Goes West)
- 1936: Texas Rangers (The Texas Rangers)
- 1939: Zenobia, der Jahrmarktselefant (Zenobia)
- 1939: She Married a Cop
- 1939: In der Fremdenlegion (The Flying Deuces)
- 1940: Wundervolles Weihnachten (Beyond Tomorrow)
- 1942: Tomorrow We Live
- 1944: Blaubart (Bluebeard)
- 1944: One Body Too Many
- 1944: Dead Man’s Eyes
- 1946: Rolling Home
- 1950: Der Scharfschütze (The Gunfighter)
- 1952: Der Löwe von Arizona (Toughest Man in Arizona)
- 1954: Eisenbahndetektiv Matt Clark (Stories of the Century, Fernsehserie, Folge 1x06)
- 1954: Schwarzer Freitag (Black Tuesday)
- 1955: Ein Mann wie der Teufel (A Lawless Street)
- 1957: Mit dem Colt unterm Kissen (The Parson and the Outlaw)
- 1959: Dr. Bill Baxter, Arzt in Arizona (Frontier Doctor, Fernsehserie, Folge 1x21)
- 1965: Die Apachen (Apache Uprising)